# Фейгенбаум, Эдвард Альберт
Эдвард Альберт Фейгенбаум (англ. Edward Albert Feigenbaum; род. 20 января 1936 года, Уихокен, Нью-Джерси, США) — учёный в области теории вычислительных систем, награждён в 1994 году премией Тьюринга за достижения в исследовании искусственного интеллекта, в частности экспертных систем.
Член Национальной инженерной академии США (1986).

## Биография
Эдвард Фейгенбаум родился в еврейской семье, которую сам учёный назвал «культурной». Окончил Университет Карнеги — Меллон, получив сначала степень бакалавра, а затем доктора философии. В своей диссертации, под руководством Герберта Саймона, Фейгенбаум разработал систему «Elementary Perceiver and Memorizer» — модель процесса обучения, работающую по принципу обучения человека.
В 1994 году Фейгенбаум был награждён премией Тьюринга вместе с Раджем Редди «За первопроходческие разработки и создание крупномасштабных систем искусственного интеллекта и демонстрацию практической важности и потенциальной коммерческой выгоды от технологий использующих искусственный интеллект». В 2007 году был призван членом Ассоциации вычислительной техники.
Основатель лаборатории по исследованию экспертных систем при Стэнфордском университете.

## Награды
- 1994 — Премия Тьюринга вместе с Раджем Редди